# Алта ди Прадипоцо (Венеција)
Алта ди Прадипоцо (итал. Alta di Pradipozzo) је насеље у Италији у округу Венеција, региону Венето.
Према процени из 2011. у насељу је живело 67 становника. Насеље се налази на надморској висини од 5 м.